# Groupe F des éliminatoires de la zone Europe de la Coupe du monde de football 2022
Navigation
Groupe E Groupe G
Le groupe F de la zone Europe des éliminatoires de la Coupe du monde de football 2022 est l'un des dix groupes de la zone Europe des éliminatoires de la Coupe du monde, tournoi pour décider quelles équipes se qualifieront pour la phase finale Coupe du monde de football 2022 au Qatar. Le groupe F se compose de six équipes : le Danemark, l'Autriche, l'Écosse, Israël, les îles Féroé et la Moldavie. Les équipes s'affronteront à domicile et à l'extérieur dans un tournoi toutes rondes.
Le Danemark, vainqueur du groupe se qualifie directement pour la phase finale de la Coupe du monde, tandis que le deuxième, L'Ecosse et le quatrième, l'Autriche (au bénéfice de son placement lors de la Ligue B des nations) accèdent aux barrages européens à douze équipes, dont trois gagneront leur place au Mondial 2022.

## Classement
| Rang | Équipe     | Pts | J  | G | N | P | Bp | Bc | Diff |  | Résultats (▼ dom., ► ext.) |     |     |     |     |     |     |
| ---- | ---------- | --- | -- | - | - | - | -- | -- | ---- |  | -------------------------- | --- | --- | --- | --- | --- | --- |
| 1    | Danemark   | 27  | 10 | 9 | 0 | 1 | 30 | 3  | +27  |  | Danemark                   |     | 2-0 | 5-0 | 1-0 | 3-1 | 8-0 |
| 2    | Écosse     | 23  | 10 | 7 | 2 | 1 | 17 | 7  | +10  |  | Écosse                     | 2-0 |     | 3-2 | 2-2 | 4-0 | 1-0 |
| 3    | Israël     | 16  | 10 | 5 | 1 | 4 | 23 | 21 | +2   |  | Israël                     | 0-2 | 1-1 |     | 5-2 | 3-2 | 2-1 |
| 4    | Autriche   | 16  | 10 | 5 | 1 | 4 | 19 | 17 | +2   |  | Autriche                   | 0-4 | 0-1 | 4-2 |     | 3-1 | 4-1 |
| 5    | Îles Féroé | 4   | 10 | 1 | 1 | 8 | 7  | 23 | -16  |  | Îles Féroé                 | 0-1 | 0-1 | 0-4 | 0-2 |     | 2-1 |
| 6    | Moldavie   | 1   | 10 | 0 | 1 | 9 | 5  | 30 | -25  |  | Moldavie                   | 0-4 | 0-2 | 1-4 | 0-2 | 1-1 |     |

## Matchs
Le calendrier des rencontres a été confirmé par l'UEFA le 8 décembre 2020, le lendemain du tirage au sort,,. Les heures sont CET et CEST, selon la liste de l'UEFA (les heures locales, si différentes, sont entre parenthèses).
| 1re journée                | Israël              | 0 - 2                         | Danemark                        | Stade Bloomfield, Tel Aviv                   |                                              |
| 25 mars 2021 18h00 (19h00) |                     | (0 - 1)                       | 13e Braithwaite · 67e Wind      | Spectateurs : 5 000 Arbitrage : Craig Pawson | Spectateurs : 5 000 Arbitrage : Craig Pawson |
| 25 mars 2021 18h00 (19h00) | Lavi 59e · Tibi 64e | Rapport (FIFA) Rapport (UEFA) | 7e Braithwaite · 54e Schmeichel | Spectateurs : 5 000 Arbitrage : Craig Pawson | Spectateurs : 5 000 Arbitrage : Craig Pawson |

|               | Écosse                                                | 2 - 2                         | Autriche                                        | Hampden Park, Glasgow                                           |                                                                 |
| 20h45 (19h45) | Hanley 71e · McGinn 85e                               | (0 - 0)                       | 55e 80e Kalajdžić                               | Spectateurs : 0 (huis-clos) Arbitrage : Carlos del Cerro Grande | Spectateurs : 0 (huis-clos) Arbitrage : Carlos del Cerro Grande |
| 20h45 (19h45) | Hanley 14e · Christie 24e · Dykes 49e · O'Donnell 82e | Rapport (FIFA) Rapport (UEFA) | 62e Kalajdžić · 70e Grillitsch · 90+1e Ilsanker | Spectateurs : 0 (huis-clos) Arbitrage : Carlos del Cerro Grande | Spectateurs : 0 (huis-clos) Arbitrage : Carlos del Cerro Grande |

|       | Moldavie                          | 1 - 1                         | Îles Féroé                                      | Stade Zimbru, Chișinău                                      |                                                             |
| 20h45 | Nicolaescu 9e                     | (1 - 0)                       | 83e M. Olsen                                    | Spectateurs : 0 (huis-clos) Arbitrage : Iwan Arwel Griffith | Spectateurs : 0 (huis-clos) Arbitrage : Iwan Arwel Griffith |
| 20h45 | Rață 35e · Ionita 46e · Armaș 46e | Rapport (FIFA) Rapport (UEFA) | 18e Hansson · 27e Rólantsson · 76e S. Vatnhamar | Spectateurs : 0 (huis-clos) Arbitrage : Iwan Arwel Griffith | Spectateurs : 0 (huis-clos) Arbitrage : Iwan Arwel Griffith |

| 2e journée         | Danemark                                                                                                 | 8 - 0                         | Moldavie | MCH Arena, Herning                                     |                                                        |
| 28 mars 2021 18h00 | Dolberg 19e (pen.) 48e · Damsgaard 22e 29e · Stryger Larsen 35e · Jensen 39e · Skov 81e · Ingvartsen 89e | (5 - 0)                       |          | Spectateurs : 0 (huis-clos) Arbitrage : Aliyar Aghayev | Spectateurs : 0 (huis-clos) Arbitrage : Aliyar Aghayev |
| 28 mars 2021 18h00 | | Rapport (FIFA) Rapport (UEFA) | 18e Carp | Spectateurs : 0 (huis-clos) Arbitrage : Aliyar Aghayev | Spectateurs : 0 (huis-clos) Arbitrage : Aliyar Aghayev |

|       | Autriche                                       | 3 - 1                         | Îles Féroé        | Ernst-Happel-Stadion, Vienne                            |                                                         |
| 20h45 | Dragović 30e · Baumgartner 37e · Kalajdžić 44e | (3 - 1)                       | 19e Nattestad     | Spectateurs : 0 (huis-clos) Arbitrage : Kateryna Monzul | Spectateurs : 0 (huis-clos) Arbitrage : Kateryna Monzul |
| 20h45 | Grillitsch 16e                                 | Rapport (FIFA) Rapport (UEFA) | 45+2e Hendriksson | Spectateurs : 0 (huis-clos) Arbitrage : Kateryna Monzul | Spectateurs : 0 (huis-clos) Arbitrage : Kateryna Monzul |

|               | Israël     | 1 - 1                         | Écosse     | Stade Bloomfield, Tel Aviv                    |                                               |
| 20h45 (21h45) | Peretz 44e | (1 - 0)                       | 56e Fraser | Spectateurs : 5 000 Arbitrage : Deniz Aytekin | Spectateurs : 5 000 Arbitrage : Deniz Aytekin |
| 20h45 (21h45) | Peretz 81e | Rapport (FIFA) Rapport (UEFA) | 28e Hendry | Spectateurs : 5 000 Arbitrage : Deniz Aytekin | Spectateurs : 5 000 Arbitrage : Deniz Aytekin |

| 3e journée                 | Écosse                                 | 4 - 0                         | Îles Féroé     | Hampden Park, Glasgow                                         |                                                               |
| 31 mars 2021 20h45 (19h45) | McGinn 7e 53e · Adams 60e · Fraser 70e | (1 - 0)                       |                | Spectateurs : 0 (huis-clos) Arbitrage : Trustin Farrugia Cann | Spectateurs : 0 (huis-clos) Arbitrage : Trustin Farrugia Cann |
| 31 mars 2021 20h45 (19h45) | Nisbet 90+2e                           | Rapport (FIFA) Rapport (UEFA) | 44e Edmundsson | Spectateurs : 0 (huis-clos) Arbitrage : Trustin Farrugia Cann | Spectateurs : 0 (huis-clos) Arbitrage : Trustin Farrugia Cann |

|       | Autriche | 0 - 4                         | Danemark                                      | Ernst-Happel-Stadion, Vienne                              |                                                           |
| 20h45 |          | (0 - 0)                       | 58e 74e Skov Olsen · 63e Mæhle · 67e Højbjerg | Spectateurs : 0 (huis-clos) Arbitrage : Artur Soares Dias | Spectateurs : 0 (huis-clos) Arbitrage : Artur Soares Dias |
| 20h45 |          | Rapport (FIFA) Rapport (UEFA) | 60e Wind                                      | Spectateurs : 0 (huis-clos) Arbitrage : Artur Soares Dias | Spectateurs : 0 (huis-clos) Arbitrage : Artur Soares Dias |

|               | Moldavie                                                       | 1 - 4                         | Israël                                               | Stade Zimbru, Chișinău                                |                                                       |
| 20h45 (21h45) | Carp 29e                                                       | (1 - 1)                       | 45+2e Zahavi · 57e Solomon · 64e Dabour · 66e Natkho | Spectateurs : 0 (huis-clos) Arbitrage : Bojan Pandžić | Spectateurs : 0 (huis-clos) Arbitrage : Bojan Pandžić |
| 20h45 (21h45) | Carp 3e · Cojocari 30e · Rață 49e · Nicolaescu 50e · Armaș 82e | Rapport (FIFA) Rapport (UEFA) | 7e Dasa · 50e Taha                                   | Spectateurs : 0 (huis-clos) Arbitrage : Bojan Pandžić | Spectateurs : 0 (huis-clos) Arbitrage : Bojan Pandžić |

| 4e journée                       | Îles Féroé  | 0 - 4                         | Israël                            | Tórsvøllur, Tórshavn                                                          |                                                                               |
| 1er septembre 2021 20h45 (19h45) |             | (0 - 2)                       | 12e 44e 90+2e Zahavi · 52e Dabour | Spectateurs : 2 666 Arbitrage : Dennis Higler Arbitre vidéo : Jochem Kamphuis | Spectateurs : 2 666 Arbitrage : Dennis Higler Arbitre vidéo : Jochem Kamphuis |
| 1er septembre 2021 20h45 (19h45) | Joensen 80e | Rapport (FIFA) Rapport (UEFA) |                                   | Spectateurs : 2 666 Arbitrage : Dennis Higler Arbitre vidéo : Jochem Kamphuis | Spectateurs : 2 666 Arbitrage : Dennis Higler Arbitre vidéo : Jochem Kamphuis |

|       | Danemark                      | 2 - 0   | Écosse | Parken Stadium, Copenhague                                                     |                                                                                |
| 20h45 | Wass 14e · Mæhle 15e          | (2 - 0) |        | Spectateurs : 34 562 Arbitrage : Ovidiu Hategan Arbitre vidéo : Marco Di Bello | Spectateurs : 34 562 Arbitrage : Ovidiu Hategan Arbitre vidéo : Marco Di Bello |
| 20h45 | Rapport (FIFA) Rapport (UEFA) |         |        | Spectateurs : 34 562 Arbitrage : Ovidiu Hategan Arbitre vidéo : Marco Di Bello | Spectateurs : 34 562 Arbitrage : Ovidiu Hategan Arbitre vidéo : Marco Di Bello |

|               | Moldavie                    | 0 - 2                         | Autriche                             | Stade Zimbru, Chișinău                                                            |                                                                                   |
| 20h45 (21h45) |                             | (0 - 1)                       | 45+1e Baumgartner · 90+4e Arnautović | Spectateurs : 3 945 Arbitrage : Paul Tierney Arbitre vidéo : Jarred Gavan Gillett | Spectateurs : 3 945 Arbitrage : Paul Tierney Arbitre vidéo : Jarred Gavan Gillett |
| 20h45 (21h45) | Reabciuk 36e · Belousov 56e | Rapport (FIFA) Rapport (UEFA) |                                      | Spectateurs : 3 945 Arbitrage : Paul Tierney Arbitre vidéo : Jarred Gavan Gillett | Spectateurs : 3 945 Arbitrage : Paul Tierney Arbitre vidéo : Jarred Gavan Gillett |

| 5e journée                     | Écosse    | 1 - 0                         | Moldavie   | Hampden Park, Glasgow                                                            |                                                                                  |
| 4 septembre 2021 20h45 (19h45) | Dykes 14e | (1 - 0)                       |            | Spectateurs : 40 869 Arbitrage : Lawrence Visser Arbitre vidéo : Erik Lambrechts | Spectateurs : 40 869 Arbitrage : Lawrence Visser Arbitre vidéo : Erik Lambrechts |
| 4 septembre 2021 20h45 (19h45) |           | Rapport (FIFA) Rapport (UEFA) | 77e Ioniță | Spectateurs : 40 869 Arbitrage : Lawrence Visser Arbitre vidéo : Erik Lambrechts | Spectateurs : 40 869 Arbitrage : Lawrence Visser Arbitre vidéo : Erik Lambrechts |

|                                 | Îles Féroé                    | 0 - 1                       | Danemark | Tórsvøllur, Tórshavn                                                   |                                                                        |
|                                 |                               | (0 - 0)                     | 85e Wind | Spectateurs : 4 620 Arbitrage : Fran Jović Arbitre vidéo : Mario Zebec | Spectateurs : 4 620 Arbitrage : Fran Jović Arbitre vidéo : Mario Zebec |
| Gestsson 51e · Joensen 60e, 84e | Rapport (FIFA) Rapport (UEFA) | 42e Daramy · 90+3e Højbjerg |          | Spectateurs : 4 620 Arbitrage : Fran Jović Arbitre vidéo : Mario Zebec | Spectateurs : 4 620 Arbitrage : Fran Jović Arbitre vidéo : Mario Zebec |

|               | Israël                                                  | 5 - 2                         | Autriche                         | Stade Sammy-Ofer, Haïfa                                                        |                                                                                |
| 20h45 (21h45) | Solomon 5e · Dabour 20e · Zahavi 33e 90e · Weissman 59e | (3 - 1)                       | 42e Baumgartner · 55e Arnautović | Spectateurs : 13 550 Arbitrage : Felix Zwayer Arbitre vidéo : Sascha Stegemann | Spectateurs : 13 550 Arbitrage : Felix Zwayer Arbitre vidéo : Sascha Stegemann |
| 20h45 (21h45) | Abd Elhamed 45+5e · Abu Fani 62e · Weissman 64e         | Rapport (FIFA) Rapport (UEFA) | 62e Grillitsch                   | Spectateurs : 13 550 Arbitrage : Felix Zwayer Arbitre vidéo : Sascha Stegemann | Spectateurs : 13 550 Arbitrage : Felix Zwayer Arbitre vidéo : Sascha Stegemann |

| 6e journée                     | Îles Féroé                  | 2 - 1                         | Moldavie                    | Tórsvøllur, Tórshavn                                                                |                                                                                     |
| 7 septembre 2021 20h45 (19h45) | K. Olsen 68e · Vatnsdal 72e | (0 - 0)                       | 84e Milinceanu              | Spectateurs : 2 714 Arbitrage : Ricardo de Burgos Arbitre vidéo : Jesús Gil Manzano | Spectateurs : 2 714 Arbitrage : Ricardo de Burgos Arbitre vidéo : Jesús Gil Manzano |
| 7 septembre 2021 20h45 (19h45) |                             | Rapport (FIFA) Rapport (UEFA) | 89e Reabciuk · 90+2e Posmac | Spectateurs : 2 714 Arbitrage : Ricardo de Burgos Arbitre vidéo : Jesús Gil Manzano | Spectateurs : 2 714 Arbitrage : Ricardo de Burgos Arbitre vidéo : Jesús Gil Manzano |

|       | Danemark                                                                | 5 - 0                         | Israël                                                 | Parken Stadium, Copenhague                                                       |                                                                                  |
| 20h45 | Poulsen 28e · Kjær 31e · Skov Olsen 41e · Delaney 58e · Cornelius 90+1e | (3 - 0)                       |                                                        | Spectateurs : 35 158 Arbitrage : Tobias Stieler Arbitre vidéo : Sascha Stegemann | Spectateurs : 35 158 Arbitrage : Tobias Stieler Arbitre vidéo : Sascha Stegemann |
| 20h45 | Christensen 33e · Nørgaard 84e                                          | Rapport (FIFA) Rapport (UEFA) | 26e Dgani · 38e Glazer · 79e Menahem · 90e Abd Elhamed | Spectateurs : 35 158 Arbitrage : Tobias Stieler Arbitre vidéo : Sascha Stegemann | Spectateurs : 35 158 Arbitrage : Tobias Stieler Arbitre vidéo : Sascha Stegemann |

|                                | Autriche                      | 0 - 1                  | Écosse           | Ernst-Happel-Stadion, Vienne                                                   |                                                                                |
|                                |                               | (0 - 1)                | 30e (pen.) Dykes | Spectateurs : 18 800 Arbitrage : Georgi Kabakov Arbitre vidéo : Pol van Boekel | Spectateurs : 18 800 Arbitrage : Georgi Kabakov Arbitre vidéo : Pol van Boekel |
| Hinteregger 25e · Dragović 90e | Rapport (FIFA) Rapport (UEFA) | 22e Adams · 56e Hanley |                  | Spectateurs : 18 800 Arbitrage : Georgi Kabakov Arbitre vidéo : Pol van Boekel | Spectateurs : 18 800 Arbitrage : Georgi Kabakov Arbitre vidéo : Pol van Boekel |

| 7e journée                   | Écosse                                                   | 3 - 2                         | Israël                               | Hampden Park, Glasgow                                                                |                                                                                      |
| 9 octobre 2021 18h00 (17h00) | McGinn 30e · Dykes 57e · McTominay 90+4e                 | (1 - 2)                       | 5e Zahavi · 32e Dabour               | Spectateurs : 50 585 Arbitrage : Szymon Marciniak Arbitre vidéo : Tomasz Kwiatkowski | Spectateurs : 50 585 Arbitrage : Szymon Marciniak Arbitre vidéo : Tomasz Kwiatkowski |
| 9 octobre 2021 18h00 (17h00) | McGinn 49e · Robertson 55e · Gilmour 81e · Patterson 85e | Rapport (FIFA) Rapport (UEFA) | 44e Natkho · 57e Zahavi · 81e Bitton | Spectateurs : 50 585 Arbitrage : Szymon Marciniak Arbitre vidéo : Tomasz Kwiatkowski | Spectateurs : 50 585 Arbitrage : Szymon Marciniak Arbitre vidéo : Tomasz Kwiatkowski |

|               | Îles Féroé                          | 0 - 2                         | Autriche                  | Tórsvøllur, Tórshavn                                                        |                                                                             |
| 20h45 (19h45) |                                     | (0 - 1)                       | 26e Laimer · 48e Sabitzer | Spectateurs : 3 021 Arbitrage : Irfan Peljto Arbitre vidéo : Daniele Doveri | Spectateurs : 3 021 Arbitrage : Irfan Peljto Arbitre vidéo : Daniele Doveri |
| 20h45 (19h45) | Færø 6e · Joensen 6e · Davidsen 29e | Rapport (FIFA) Rapport (UEFA) | 45+3e Kainz               | Spectateurs : 3 021 Arbitrage : Irfan Peljto Arbitre vidéo : Daniele Doveri | Spectateurs : 3 021 Arbitrage : Irfan Peljto Arbitre vidéo : Daniele Doveri |

|               | Moldavie                                  | 0 - 4                         | Danemark                                                    | Stade Zimbru, Chișinău                                                     |                                                                            |
| 20h45 (21h45) |                                           | (0 - 4)                       | 23e Skov Olsen · 34e (pen.) Kjær · 39e Nørgaard · 44e Mæhle | Spectateurs : 2 642 Arbitrage : João Pinheiro Arbitre vidéo : Luis Godinho | Spectateurs : 2 642 Arbitrage : João Pinheiro Arbitre vidéo : Luis Godinho |
| 20h45 (21h45) | Marandici 20e · Potîrniche 78e · Dros 86e | Rapport (FIFA) Rapport (UEFA) |                                                             | Spectateurs : 2 642 Arbitrage : João Pinheiro Arbitre vidéo : Luis Godinho | Spectateurs : 2 642 Arbitrage : João Pinheiro Arbitre vidéo : Luis Godinho |

| 8e journée                    | Îles Féroé        | 0 - 1                         | Écosse                                  | Tórsvøllur, Tórshavn                                                     |                                                                          |
| 12 octobre 2021 20h45 (19h45) |                   | (0 - 0)                       | 86e Dykes                               | Spectateurs : 4 223 Arbitrage : Matej Jug Arbitre vidéo : Rade Obrenovič | Spectateurs : 4 223 Arbitrage : Matej Jug Arbitre vidéo : Rade Obrenovič |
| 12 octobre 2021 20h45 (19h45) | Hendriksson 90+1e | Rapport (FIFA) Rapport (UEFA) | 39e Christie · 67e Dykes · 90+2e Hanley | Spectateurs : 4 223 Arbitrage : Matej Jug Arbitre vidéo : Rade Obrenovič | Spectateurs : 4 223 Arbitrage : Matej Jug Arbitre vidéo : Rade Obrenovič |

|       | Danemark  | 1 - 0                         | Autriche                     | Parken Stadium, Copenhague                                                  |                                                                             |
| 20h45 | Mæhle 53e | (0 - 0)                       |                              | Spectateurs : 35 843 Arbitrage : Ivan Kružliak Arbitre vidéo : Paolo Valeri | Spectateurs : 35 843 Arbitrage : Ivan Kružliak Arbitre vidéo : Paolo Valeri |
| 20h45 | Wass 31e  | Rapport (FIFA) Rapport (UEFA) | 47e Trimmel · 90+1e Sabitzer | Spectateurs : 35 843 Arbitrage : Ivan Kružliak Arbitre vidéo : Paolo Valeri | Spectateurs : 35 843 Arbitrage : Ivan Kružliak Arbitre vidéo : Paolo Valeri |

|               | Israël                  | 2 - 1                         | Moldavie                                     | Stade Turner, Beer-Sheva                                                     |                                                                              |
| 20h45 (21h45) | Zahavi 28e · Dabour 49e | (1 - 0)                       | 90+4e Nicolaescu                             | Spectateurs : 9 000 Arbitrage : Andris Treimanis Arbitre vidéo : Harm Osmers | Spectateurs : 9 000 Arbitrage : Andris Treimanis Arbitre vidéo : Harm Osmers |
| 20h45 (21h45) |                         | Rapport (FIFA) Rapport (UEFA) | 45+3e, 85e Reabciuk · 82e Spătaru · 90e Rață | Spectateurs : 9 000 Arbitrage : Andris Treimanis Arbitre vidéo : Harm Osmers | Spectateurs : 9 000 Arbitrage : Andris Treimanis Arbitre vidéo : Harm Osmers |

| 9e journée                     | Moldavie                                                         | 0 - 2                         | Écosse                    | Stade Zimbru, Chișinău                                                      |                                                                             |
| 12 novembre 2021 18h00 (21h45) |                                                                  | (0 - 1)                       | 38e Patterson · 65e Adams | Spectateurs : 3 642 Arbitrage : Srđan Jovanović Arbitre vidéo : Marco Fritz | Spectateurs : 3 642 Arbitrage : Srđan Jovanović Arbitre vidéo : Marco Fritz |
| 12 novembre 2021 18h00 (21h45) | Bolohan 58e · Ioniță 61e · Marandici 61e · Puntus 73e · Rață 77e | Rapport (FIFA) Rapport (UEFA) | 54e Patterson             | Spectateurs : 3 642 Arbitrage : Srđan Jovanović Arbitre vidéo : Marco Fritz | Spectateurs : 3 642 Arbitrage : Srđan Jovanović Arbitre vidéo : Marco Fritz |

|       | Autriche                                              | 4 - 2                         | Israël                  | Wörthersee Stadion, Klagenfurt                                                     |                                                                                    |
| 20h45 | Arnautović 51e (pen.) · Schaub 62e 72e · Sabitzer 84e | (0 - 1)                       | 33e Bitton · 59e Peretz | Spectateurs : 4 300 Arbitrage : Ovidiu Hațegan Arbitre vidéo : Massimiliano Irrati | Spectateurs : 4 300 Arbitrage : Ovidiu Hațegan Arbitre vidéo : Massimiliano Irrati |
| 20h45 | Hinteregger 73e                                       | Rapport (FIFA) Rapport (UEFA) | 55e Abaid               | Spectateurs : 4 300 Arbitrage : Ovidiu Hațegan Arbitre vidéo : Massimiliano Irrati | Spectateurs : 4 300 Arbitrage : Ovidiu Hațegan Arbitre vidéo : Massimiliano Irrati |

|              | Danemark                                        | 3 - 1                                        | Îles Féroé | Parken Stadium, Copenhague                                                   |                                                                              |
|              | Skov Olsen 18e · Bruun Larsen 63e · Mæhle 90+3e | (1 - 0)                                      | 89e Olsen  | Spectateurs : 35 531 Arbitrage : Radu Petrescu Arbitre vidéo : Fabio Maresca | Spectateurs : 35 531 Arbitrage : Radu Petrescu Arbitre vidéo : Fabio Maresca |
| Nørgaard 77e | Rapport (FIFA) Rapport (UEFA)                   | 49e Joensen · 58e G. Vatnhamar · 90+1e Olsen |            | Spectateurs : 35 531 Arbitrage : Radu Petrescu Arbitre vidéo : Fabio Maresca | Spectateurs : 35 531 Arbitrage : Radu Petrescu Arbitre vidéo : Fabio Maresca |

| 10e journée                    | Écosse                  | 2 - 0                         | Danemark       | Hampden Park, Glasgow                                                                                | |
| 15 novembre 2021 20h45 (19h45) | Souttar 35e · Adams 86e | (1 - 0)                       |                | Spectateurs : 49 527 Arbitrage : Alejandro Hernández Hernández Arbitre vidéo : Juan Martínez Munuera | Spectateurs : 49 527 Arbitrage : Alejandro Hernández Hernández Arbitre vidéo : Juan Martínez Munuera |
| 15 novembre 2021 20h45 (19h45) |                         | Rapport (FIFA) Rapport (UEFA) | 21e Schmeichel | Spectateurs : 49 527 Arbitrage : Alejandro Hernández Hernández Arbitre vidéo : Juan Martínez Munuera | Spectateurs : 49 527 Arbitrage : Alejandro Hernández Hernández Arbitre vidéo : Juan Martínez Munuera |

|       | Autriche                                              | 4 - 1                         | Moldavie       | Wörthersee Stadion, Klagenfurt                                                   |                                                                                  |
| 20h45 | Arnautović 4e 55e (pen.) · Trimmel 22e · Ljubičić 83e | (2 - 0)                       | 60e Nicolaescu | Spectateurs : 1 800 Arbitrage : Aleksandar Stavrev Arbitre vidéo : Mete Kalkavan | Spectateurs : 1 800 Arbitrage : Aleksandar Stavrev Arbitre vidéo : Mete Kalkavan |
| 20h45 |                                                       | Rapport (FIFA) Rapport (UEFA) | 55e Posmac     | Spectateurs : 1 800 Arbitrage : Aleksandar Stavrev Arbitre vidéo : Mete Kalkavan | Spectateurs : 1 800 Arbitrage : Aleksandar Stavrev Arbitre vidéo : Mete Kalkavan |

|               | Israël                                        | 3 - 2                         | Îles Féroé                      | Stade de Netanya, Netanya                                                         |                                                                                   |
| 20h45 (21h45) | Dabour 30e (pen.) · Weissman 58e · Peretz 75e | (1 - 0)                       | 62e S. Vatnhamar · 72e K. Olsen | Spectateurs : 6 800 Arbitrage : Jérôme Brisard Arbitre vidéo : Stéphanie Frappart | Spectateurs : 6 800 Arbitrage : Jérôme Brisard Arbitre vidéo : Stéphanie Frappart |
| 20h45 (21h45) | Dabour 39e                                    | Rapport (FIFA) Rapport (UEFA) |                                 | Spectateurs : 6 800 Arbitrage : Jérôme Brisard Arbitre vidéo : Stéphanie Frappart | Spectateurs : 6 800 Arbitrage : Jérôme Brisard Arbitre vidéo : Stéphanie Frappart |

## Buteurs
| Position | Joueur         | Pays       | Buts |
| -------- | -------------- | ---------- | ---- |
| 1        | Kalajdžić      | Autriche   | 3    |
| 1        | McGinn         | Écosse     | 3    |
| 2        | Dolberg        | Danemark   | 2    |
| 2        | Damsgaard      | Danemark   | 2    |
| 2        | Skov Olsen     | Danemark   | 2    |
| 2        | Fraser         | Écosse     | 2    |
| 3        | Braithwaite    | Danemark   | 1    |
| 3        | Wind           | Danemark   | 1    |
| 3        | Stryger Larsen | Danemark   | 1    |
| 3        | Jensen         | Danemark   | 1    |
| 3        | Skov           | Danemark   | 1    |
| 3        | Ingvartsen     | Danemark   | 1    |
| 3        | Mæhle          | Danemark   | 1    |
| 3        | Højbjerg       | Danemark   | 1    |
| 3        | Hanley         | Écosse     | 1    |
| 3        | Adams          | Écosse     | 1    |
| 3        | M. Olsen (en)  | Îles Féroé | 1    |
| 3        | Nattestad      | Îles Féroé | 1    |
| 3        | Nicolaescu     | Moldavie   | 1    |
| 3        | Carp           | Moldavie   | 1    |
| 3        | Dragović       | Autriche   | 1    |
| 3        | Baumgartner    | Autriche   | 1    |
| 3        | Peretz         | Israël     | 1    |
| 3        | Zahavi         | Israël     | 1    |
| 3        | Solomon        | Israël     | 1    |
| 3        | Dabour         | Israël     | 1    |
| 3        | Natkho         | Israël     | 1    |

CSC
| Position | Joueur | Pays | CSC |
| -------- | ------ | ---- | --- |
| 1        |        |      |     |

## Discipline
Un joueur est automatiquement suspendu pour le match suivant:
- S'il cumule deux avertissements (cartons jaunes) lors de deux matchs différents.
- S'il se voit décerner une exclusion de terrain (carton rouge). 
  - En cas d’infraction grave, l’Instance de contrôle, d’éthique et de discipline de l'UEFA est habilitée à aggraver la sanction, y compris en l'étendant à d'autres compétitions.

| Joueurs            | Cartons                                                                                             | Suspensions                                                                                   |
| ------------------ | --------------------------------------------------------------------------------------------------- | --------------------------------------------------------------------------------------------- |
| Florian Grillitsch | 1re journée, contre Écosse (24 mars 2021) · 2e journée, contre Îles Féroé (28 mars 2021)            | 3e journée, contre Danemark (31 mars 2021)                                                    |
| Vadim Rață         | 1re journée, contre Îles Féroé (25 mars 2021) · 3e journée, contre Israël (31 mars 2021)            | 4e journée, contre Autriche (1er septembre 2021)                                              |
| Igor Armaș         | 1re journée, contre Îles Féroé (25 mars 2021) · 3e journée, contre Israël (31 mars 2021)            | 4e journée, contre Autriche (1er septembre 2021)                                              |
| Cătălin Carp       | 2e journée, contre Danemark (28 mars 2021) · 3e journée, contre Israël (31 mars 2021)               | 4e journée, contre Autriche (1er septembre 2021)                                              |
| Ion Nicolaescu     | 3e journée, contre Israël (31 mars 2021)                                                            | 4e journée, contre Autriche (1er septembre 2021) 5e journée, contre Écosse (4 septembre 2021) |
| René Joensen       | 5e journée, contre Danemark (4 septembre 2021)                                                      | 6e journée, contre Moldavie (7 septembre 2021)                                                |
| Artur Ioniță       | 1re journée, contre Îles Féroé (25 mars 2021) · 5e journée, contre Écosse (4 septembre 2021)        | 6e journée, contre Îles Féroé (7 septembre 2021)                                              |
| Hatem Abd Elhamed  | 5e journée, contre Autriche (4 septembre 2021) · 6e journée, contre Danemark (7 septembre 2021)     | 7e journée, contre Écosse (9 octobre 2021)                                                    |
| Oleg Reabciuk      | 4e journée, contre Autriche (1er septembre 2021) · 6e journée, contre Îles Féroé (7 septembre 2021) | 7e journée, contre Danemark (9 octobre 2021)                                                  |
| Grant Hanley       | 1re journée, contre Autriche (25 mars 2021) · 6e journée, contre Autriche (7 septembre 2021)        | 7e journée, contre Israël (9 octobre 2021)                                                    |